# 富田林市立喜志小学校
富田林市立喜志小学校（とんだばやししりつ きししょうがっこう）は、大阪府富田林市木戸山町にある公立小学校。

## 通学区域
- 喜志町一丁目から五丁目、喜志新家町一丁目及び二丁目、木戸山町、旭ケ丘町、南旭ケ丘町、宮町一丁目及び二丁目、桜井町一丁目及び二丁目、川面町一丁目及び二丁目、通法寺町、西条町一丁目及び二丁目、粟ケ池町[1]

※卒業後は基本的に富田林市立喜志中学校に進学する。